# Albert Ràfols-Casamada
Albert Ràfols-Casamada, né le 2 février 1923 et mort le 17 décembre 2009, est un artiste peintre, poète et professeur d'art espagnol impliqué dans les mouvements d'avant-garde de son temps.
Il est considéré comme l'un des artistes catalans les plus importants et les plus polyvalents de son temps. Son œuvre a commencé dans la sphère post-expressionniste et figurative, mais s'est rapidement développée dans son propre style abstrait fondé sur un rendu poétique de la réalité quotidienne,.

## Biographie
Albert Ràfols-Casamada naît en 1923 dans le quartier barcelonais de Gràcia, du peintre Albert Ràfols i Cullerés et de Josefina Casamada i Oliver.
Ràfols-Casamada commence par étudier l'architecture à l'université de Barcelone (1942-1944). Il décide en 1948 d'abandonner définitivement ses études d'architecture pour se lancer professionnellement dans la peinture.
Il commence à écrire de la poésie en 1939, en parallèle à ses activités artistiques. Il commence à publier en 1972, lorsque sort le volume en édition limitée, Com una capsa. En 1976, l'anthologie Signe d'aire. Obra poètica 1968–1978 est acclamé par la critique. Il continue de publier sa poésie jusqu'en 2004, date à laquelle sort le dernier volume, Dimensions du présent (2001-2004) (Vic : Eumo / Barcelone : Cafè Central).
En 1952, il épouse la peintre catalane Maria Girona i Benet, qu'il avait rencontrée en 1945 à l'école d'art de Tàrrega (Acadèmia de dibuix Tàrrega) à Barcelone, où il avait entrepris des études d'art. En 1967, avec Girona et d'autres intellectuels catalans, il cofonde l'école d'art et de design EINA — dans la tradition du Bauhaus — à Barcelone, qu'il dirige pendant 17 ans,. Il y a également enseigné l'art ainsi que dans d'autres endroits.

## Œuvres d'art

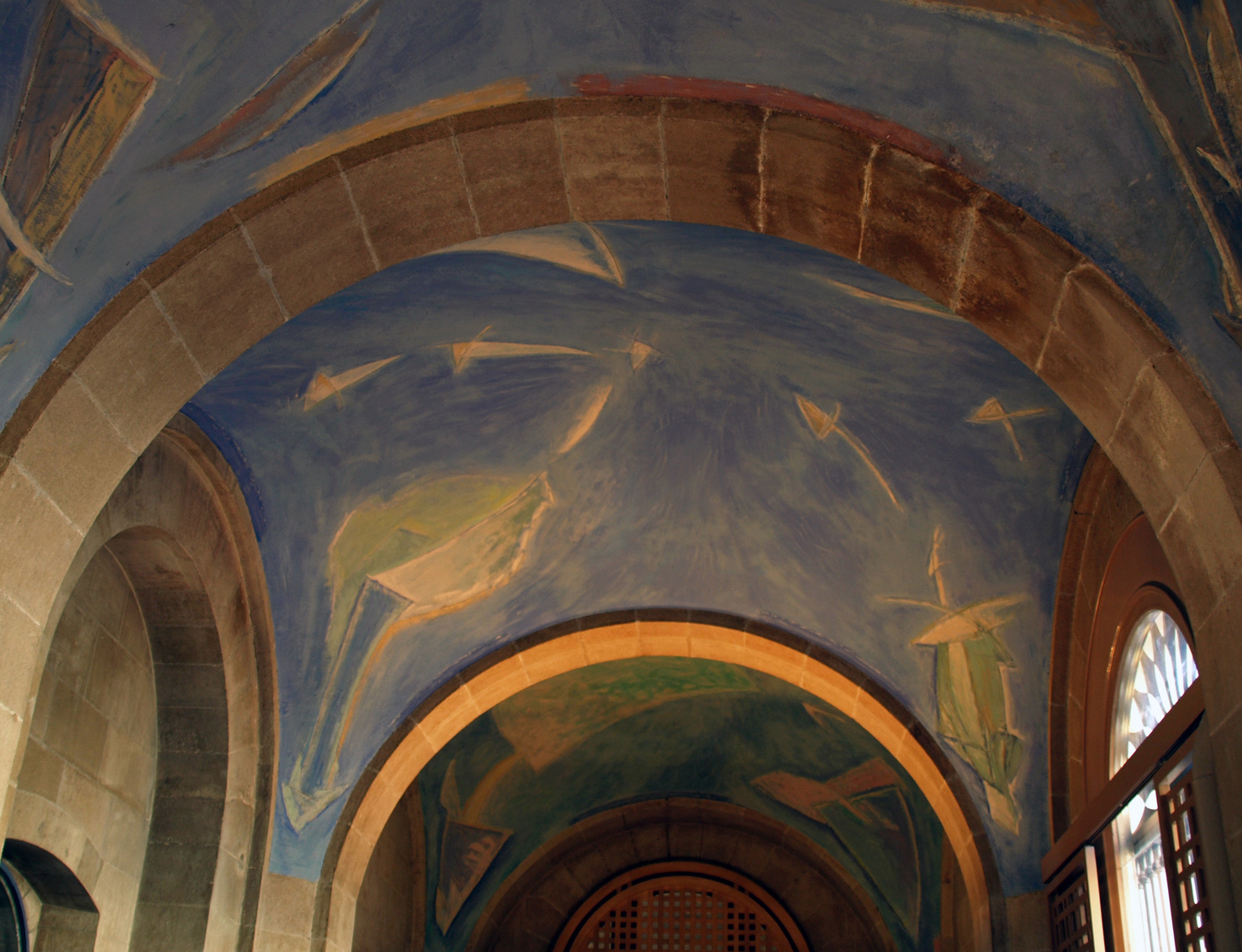
es (Les Quatre Saisons, 1982), mairie de Barcelone.

Albert Ràfols-Casamada a exposé dans le monde entier et ses œuvres sont présentes dans de nombreux musées à travers le monde, dont, entre autres, le musée Guggenheim à New York, le centre Georges Pompidou à Paris, le British Museum à Londres, le Mie Prefectural Art Museum au Japon, le Meadows Museum à Dallas au Texas, le Museo Nacional de Arte Contemporáneo Rufino Tamayo au Mexique, le Museo Nacional Centro de Arte Reina Sofía à Madrid, le Museo de Arte Abstracto Español à Cuenca, l'IVAM à Valence, le Musée d'Art contemporain d'Ibiza (Museo de Arte Contemporáneo de Ibiza) à Ibiza et le Museu de l'Anunciata à Alicante, et, à Barcelone, la Fundació Joan Miró, le MNAC (partie de la collection du Museu d'Art Modern) ainsi que le Musée d'Art contemporain de Barcelone (MACBA) et la Fondation Palau de la ville de Caldes d'Estrac (Maresme).
En outre, son travail est présent sous la forme de peintures murales dans les espaces publics de Barcelone (Les quatre estacions (Les Quatre Saisons, 1982), plafond de la salle portant le nom du tableau et utilisé comme bureau d'information touristique de la mairie de Barcelone ainsi que deux peintures murales pour le pavillon des sports du Palau Sant Jordi, 1992) et Lyon (Sans titre, 2000, Forum de l'École Normale Supérieure de Lettres et Sciences Humaines), ainsi que dans des espaces privés comme sa propre maison à Barcelone.
Il a également créé plusieurs pièces en vitrail, comme le Sanctuaire de la Virgen del Camino à León (1959) et la Résidence Benlloc à La Roca del Vallès (1965). Les vitraux qu'il a réalisés pour les piscines Sant Jordi (1966, Barcelone) n'ont pas été conservés.

## Récompenses et distinctions
- (en) Albert Ràfols-Casamada: Awards, sur l'Internet Movie Database